# Внешняя сортировка
Внешняя сортировка — сортировка данных, расположенных на периферийных устройствах и не вмещающихся в оперативную память, то есть когда применить одну из внутренних сортировок невозможно. Стоит отметить, что внутренняя сортировка значительно эффективней внешней, так как на обращение к оперативной памяти затрачивается намного меньше времени, чем к магнитным дискам, лентам и т. п.
Наиболее часто внешняя сортировка используется в СУБД. Основным понятием при использовании внешней сортировки является понятие отрезка. Отрезком длины {\displaystyle K} является последовательность записей {\displaystyle A_{i}}, {\displaystyle A_{i+1}},…,{\displaystyle A_{i+k}}, в которой все записи упорядочены по некоторому ключу. Максимальное количество отрезков в файле {\displaystyle N} (все элементы не упорядочены). Минимальное количество отрезков 1 (все элементы упорядочены).
Например, в некотором файле А есть одномерный массив:
12 35 65 0 24 36 3 5 84 90 6 2 30
Поделим массив на отрезки:
12 35 65 | 0 24 36 | 3 5 84 90 | 6 | 2 30
Можно сказать, что массив в файле А состоит из 5 отрезков.
Например, в некотором файле B есть одномерный массив:
1 2 3 4 5 6 7 8 9 10
Поделим массив на отрезки:
| 1 2 3 4 5 6 7 8 9 10 |
Можно сказать, что массив в файле B состоит из 1 отрезка.
Например, в некотором файле А есть одномерный массив:
20 17 16 14 13 10 9 8 6 4 3 2 0
Поделим массив на отрезки:
| 20 | 17 | 16 | 14 | 13 | 10 | 9 | 8 | 6 | 4 | 3 | 2 | 0 |
Можно сказать, что массив в файле А состоит из 13 отрезков.
Идея большинства методов заключается в расчленении данных на ряд последовательностей, помещающихся в оперативную память. Далее применяется один из методов внутренней сортировки, после чего последовательности сливаются. Чем больше объём оперативной памяти, тем длиннее будут последовательности и, следовательно, тем меньшим окажется их количество, что увеличит скорость сортировки.
Если же объём оперативной памяти мал, то можно разделить исходные данные на несколько последовательностей, после чего непосредственно использовать процедуру слияния.
Основные методы сортировок:
1. Естественная сортировка (метод естественного слияния)
2. Сортировка методом двухпутевого сбалансированного слияния
  1. Сортировка методом n-путевого слияния.
3. Многофазная сортировка (Фибоначчиевая)